# Coralliophila violacea
Coralliophila violacea, tên tiếng Anh: violet coral shell, là một loài ốc biển, là động vật thân mềm chân bụng sống ở biển thuộc họ Muricidae, họ ốc gai.

## Miêu tả
Kích thước vỏ ốc trong khoảng 17 mm và 47 mm

## Phân bố
Loài này phân bố ở Biển Đỏ và ở Ấn Độ Dương dọc theo Aldabra, Chagos, Kenya, Madagascar và Tanzania, ở hải vực Ấn Độ Dương-Thái Bình Dương và dọc theo quần đảo Galapagos

## Hình ảnh

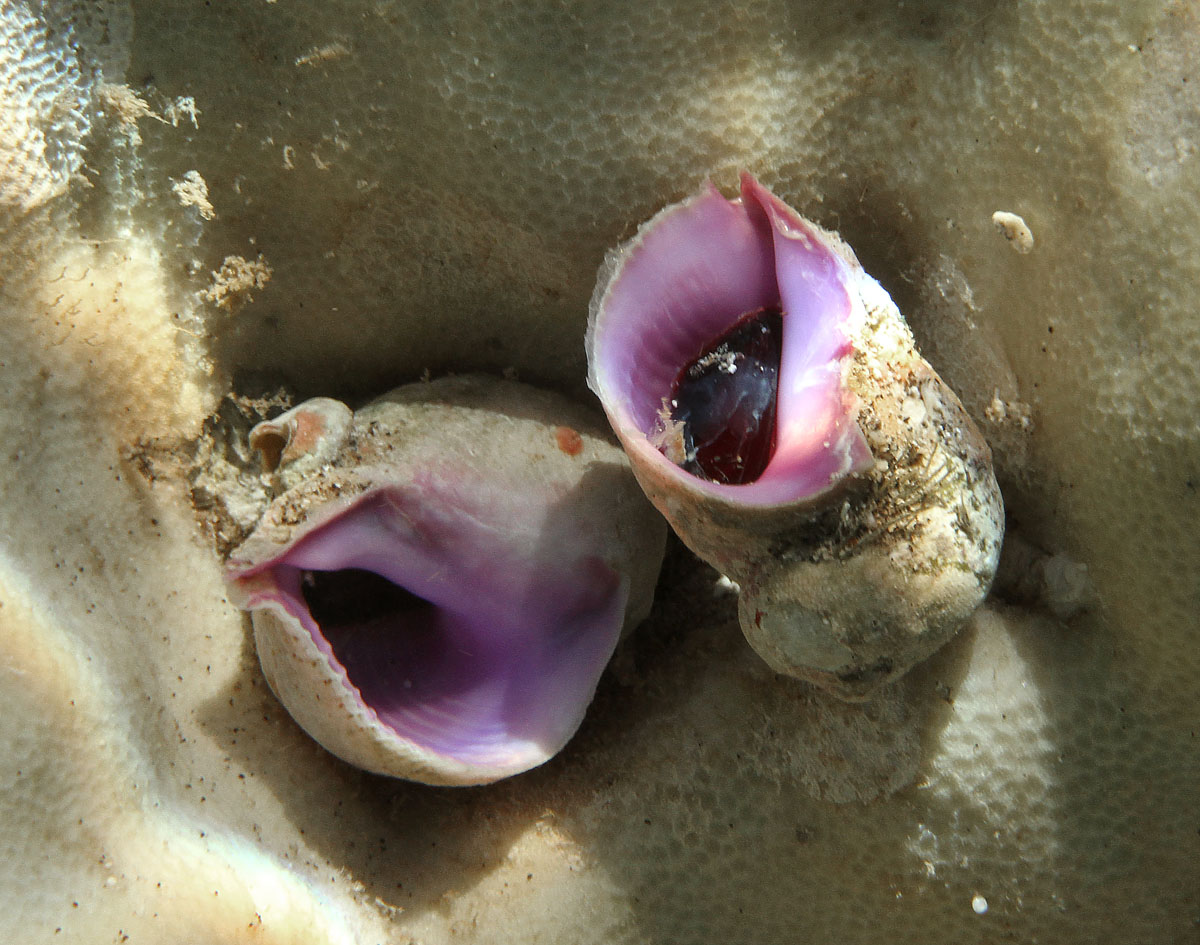